# Superpuchar Serbii w piłce siatkowej mężczyzn (2020)
Superpuchar Serbii w piłce siatkowej mężczyzn 2020 – dziesiąta edycja rozgrywek o Superpuchar Serbii rozegrana 23 września 2020 roku w SPC Vojvodina w Nowym Sadzie. W meczu o Superpuchar udział wzięły dwa kluby: mistrz i zdobywca Pucharu Serbii w sezonie 2019/2020 – Vojvodina NS seme Nowy Sad oraz finalista Pucharu Serbii 2020 – Partizan Soccer Belgrad.
Zdobywcą Superpucharu Serbii został klub Vojvodina NS seme Nowy Sad.

## Drużyny uczestniczące
| Drużyna                    | Osiągnięcia w sezonie 2019/2020                   |
| -------------------------- | ------------------------------------------------- |
| Vojvodina NS seme Nowy Sad | mistrzostwo Serbii i zwycięstwo w Pucharze Serbii |
| Partizan Soccer Belgrad    | finał w Pucharze Serbii                           |

## Mecz
Środa, 23 września 2020 – 18:00 (UTC+2) • SPC Vojvodina, Nowy Sad
Widzów: 0
Czas trwania meczu: 103 minuty
Sędziowie: Dejan Rogić i Zoran Radovanović
| Vojvodina NS seme Nowy Sad   | 3:1                                 | Partizan Soccer Belgrad |
| Aleksandar Blagojević 18 pkt | (25:19, 23:25, 25:22, 25:17) raport | Lazar Marinović 21 pkt  |

| Poz.                 | Nr | Zawodnik              | 1        | 2          | 3          | 4          | 5 | Pkt |
| -------------------- | -- | --------------------- | -------- | ---------- | ---------- | ---------- | - | --- |
| Ś                    | 1  | Stevan Simić          | 8 pięć   | 8 pięć     | 8 pięć     | 8 pięć     |   | 5   |
| P                    | 4  | Lazar Bajandić        | 7 cztery | 7 cztery   | 7 cztery   | 7 cztery   |   | 8   |
| Ś                    | 8  | Nemanja Mašulović     | 5 dwa    | 5 dwa      | 5 dwa      | 5 dwa      |   | 7   |
| A                    | 13 | Aleksandar Blagojević | 6 trzy   | 6 trzy     | 6 trzy     | 6 trzy     |   | 18  |
| R                    | 16 | Vuk Todorović         | 9 sześć  | 9 sześć    | 9 sześć    | 9 sześć    |   | 1   |
| P                    | 18 | Pavle Perić           | 4 jeden  | 4 jeden    | 4 jeden    | 4 jeden    |   | 27  |
| L                    | 7  | Stefan Negić          | L        | L          | L          | L          |   |     |
| Zmiany               |    |                       |          |            |            |            |   |     |
| R                    | 3  | Luka Čubrilo          |          | 13 zmiana4 |            | 4 pusty    |   |     |
| P                    | 6  | Filip Kovačević       |          | 17 zmiana8 |            | 4 pusty    |   |     |
| A                    | 11 | Boris Buša            |          |            |            | 17 zmiana8 |   |     |
| Ś                    | 17 | Andrej Rudić          |          |            | 10 zmiana1 | 4 pusty    |   |     |
| Nie weszli na boisko |    |                       |          |            |            |            |   |     |
| L                    | 2  | Radoslav Brborić      |          |            |            | 4 pusty    |   |     |
| Ś                    | 9  | Aleksandar Bošnjak    |          |            |            | 4 pusty    |   |     |
| P                    | 15 | Veljko Prišić         |          |            |            | 4 pusty    |   |     |
| Trener               |    |                       |          |            |            |            |   |     |
| Siniša Gavrančić     |    |                       |          |            |            |            |   |     |

| Poz.                 | Nr | Zawodnik          | 1           | 2           | 3        | 4          | 5 | Pkt |
| -------------------- | -- | ----------------- | ----------- | ----------- | -------- | ---------- | - | --- |
| R                    | 2  | Miloš Arsenoski   | 9 sześć     | 9 sześć     | 9 sześć  | 9 sześć    |   | 4   |
| P                    | 6  | Lazar Marinović   | 7 cztery    | 7 cztery    | 7 cztery | 7 cztery   |   | 21  |
| Ś                    | 7  | Filip Lekić       | 8 pięć      | 8 pięć      | 8 pięć   | 8 pięć     |   | 8   |
| P                    | 8  | Lazar Koprivica   | 4 jeden     | 4 jeden     | 4 jeden  | 4 jeden    |   | 9   |
| Ś                    | 15 | Dušan Petrović    | 5 dwa       | 5 dwa       | 5 dwa    | 5 dwa      |   | 5   |
| A                    | 16 | Milan Pepić       | 6 trzy      | 6 trzy      | 6 trzy   | 6 trzy     |   | 14  |
| L                    | 12 | Lazar Stašević    | L           | L           | L        | L          |   |     |
| Zmiany               |    |                   |             |             |          |            |   |     |
| R                    | 9  | Andrej Huzejrović | 24 zmiana15 | 24 zmiana15 |          | 11 zmiana2 |   |     |
| Nie weszli na boisko |    |                   |             |             |          |            |   |     |
| P                    | 3  | Ignjat Đoput      |             |             |          | 4 pusty    |   |     |
| P                    | 4  | Marko Jovanović   |             |             |          | 4 pusty    |   |     |
| Ś                    | 11 | Stefan Janković   |             |             |          | 4 pusty    |   |     |
| L                    | 13 | Aleksa Mladenović |             |             |          | 4 pusty    |   |     |
| P                    | 20 | Andrija Tomić     |             |             |          | 4 pusty    |   |     |
| Trener               |    |                   |             |             |          |            |   |     |
| Bojan Janić          |    |                   |             |             |          |            |   |     |

## Statystyki meczowe
| VOJ | STATYSTYKI        | PAR |
| 98  | MAŁE PUNKTY       | 83  |
| 54  | ATAK              | 44  |
| 8   | BLOK              | 9   |
| 4   | SERWIS            | 8   |
| 32  | BŁĘDY PRZECIWNIKA | 22  |

## Ustawienie wyjściowe drużyn
| Perić Mašulović Blagojević Bajandić Simić Todorović Negić Koprivica Petrović Pepić Marinović Lekić Arsenoski Stašević |